# El cadillac rosa
El cadillac rosa (títol original: Pink Cadillac) és una pel·lícula estatunidenca de Buddy Van Horn dirigida l'any 1989. Ha estat doblada al català.

## Argument
Tommy Nowak és encarregat de trobar detinguts en llibertat provisional fugitius, però es troba en una baralla amb un grup d'extremistes que promouen la violència i la supremacia blanca. S'ajunten amb un miserable, Roy, que ha amagat el seu botí de 250.000 $ en el seu cadillac rosa. Després d'una disputa conjugal, la dona de Roy, Lou-Ann, acusada de complicitat, alliberada sota fiança, s'escapoleix amb el cadillac ignorant el que amaga i després d'haver confiat el seu bebè a la seva germana. Tom Nowak ha pagat per trobar-la, ho aconsegueix fàcilment, però ell i Lou-Ann han de lluitar junts per recuperar el bebè del qual els malfactors s'han apoderat....abans de fugir cap al futur amb el cadillac rosa.

## Repartiment
| Actor                 | Personatge                  |
| --------------------- | --------------------------- |
| Clint Eastwood        | Tommy Nowak                 |
| Bernadette Peters     | Lou Ann McGuirr             |
| Timothy Carhart       | Roy McGuirr                 |
| John Dennis Johnson   | Waycross                    |
| Michael De les Barres | Alex                        |
| Jimmie F. Skaggs      |                             |
| Bill Moseley          | Darrell                     |
| Michael Campió        | Ken Lee                     |
| William Hickey        | Barton                      |
| Geoffrey Lewis        | Ricky Z                     |
| Bill McKinney         | Bartender                   |
| Jim Carrey            | Actor imitant Elvis Presley |
| James Cromwell        | Guardià del motel           |
| Dirk Blocker          | Policia #1                  |
| Paul Benjamin         | Jutge                       |
| Bryan Adams           | Operador de benzinera       |
| Frances Fisher        | Dinah                       |